# Cladomyrma nudidorsalis
Cladomyrma nudidorsalis is een mierensoort uit de onderfamilie van de schubmieren (Formicinae). De wetenschappelijke naam van de soort is voor het eerst geldig gepubliceerd in 1999 door Agosti, Moog & Maschwitz.